# Sparasionidae
Die Sparasionidae sind eine Hautflüglerfamilie in der Überfamilie Platygastroidea. Das Taxon geht auf den schwedischen Entomologen Anders Gustaf Dahlbom im Jahr 1858 zurück. 

## Taxonomie
Die Sparasionidae wurden von Chen et al. (2021) aufgrund phylogenetischer Studien zu einer Familie erhoben. Zuvor wurde die Gruppe als die Tribus Sparasionini in der Unterfamilie Scelioninae geführt.

## Merkmale
Einige Vertreter der Sparasionidae gehören zu den größten Hautflüglern der Platygastroidea mit Längen von bis zu 12 mm.
Chen et al. (2021) liefern einen Schlüssel für die Familien der Platygastroidea. Im Folgenden die Merkmale der Sparasionidae. Die Laterotergite sind vorhanden, ventral gebeugt, um einen deutlichen submarginalen Grat darzustellen oder das Brustbein weit umschließend. Die Fühler weisen 12 oder weniger Glieder auf. Die mesepimerale Furche ist gewöhnlich vorhanden und bildet eine Linie mit Gruben, die parallel zur mesopleural-metapleuralen Naht verläuft. Die metasomalen Segmente sind entweder einfach gestaltet (keine Gruben oder Vertiefungen) oder sie weisen eine Linie mit Gruben entlang dem Vorderrand auf. Die pronotale Halsfurche ist nicht mit Borsten bedeckt. Die mittleren Tibien weisen zwei apikale Sporne auf. Die Vorderflügel weisen eine Bulla auf, so dass zwischen dem Apex der Submarginalader und der weiter entfernten Flügeladerung eine Lücke existiert. Die metasomalen Segmente 3 bis 5 weisen eine Linie mit Gruben entlang dem Vorderrand auf. Die Maxillarpalpen sind verlängert, leicht erkennbar mit fünf Gliedern.

## Lebensweise
Die Vertreter der Sparasionidae sind als Eiparasitoide von Heuschrecken (Orthoptera) bekannt.

## Verbreitung
Die Sparasionidae sind fast weltweit verbreitet, fehlen jedoch in Australien.

## Systematik
Die Sparasionidae umfassen folgende Gattungen:
- Archaeoteleia Masner, 1968 – rezent: Neuseeland, Chile; fossil: Birmit (Oberkreide), Baltischer Bernstein (Eozän)
- †Electroteleia Brues, 1940 – Baltischer Bernstein (Eozän)
- Listron Musetti & Johnson, 2008 – Chile[3]
- Mexon Masner & Johnson, 2008 – Mexiko[3]
- Sceliomorpha Ashmead, 1893 – Nearktis, Neotropis
- Sparasion Latreille, 1802 – Afrotropis, Nearktis, Orientalis, Paläarktis